# جمعية نيو انغلاند للتقانة الحيوية
جمعية نيو إنغلاند للتقانة الحيوية New England Biotech Association (NEBA) وهو تحالف لعدة شركات في مجال التقانة الحيوية والمؤسسات الأكاديمية وشركات الادوية، والمنظمات التجارية من جميع ولايات نيو إنجلاند الست.
تعمل NEBA كسياسة أقليمية وصوت الجماهير في شؤون التقانة الحيوية والصناعة الصيدلانية البيولوجية.
NEBA منظمة غير ربحية ،بل هي منظمة تقاد بالأعضاء فيها 600أكثر من عضو.
رئيس الجمعية هو Paul Pescatello مدير كونتكيت المتحدة للبحوث (CURE.).
في عام 2010 دعت NEBA للوقوف ضد تدابير تضر في صناعة التكنولوجيا الحيوية في ولاية مين  وولايات نيو إنغلاند الأخرى. أطلقت المنظمة أيضاً موقعاً على شبكة الإنترنت www.MassRxHelp.org نسخة محفوظة 22 أبريل 2016 على موقع واي باك مشين. لمساعدة المستهلكين في توفير المال على الأدوية والوصفات الطبية.

## وصلات خارجية
- الموقع الرسمي